# Campeonato de Tercera División 2016-17 (Argentina)
El Campeonato de Tercera División 2016-17 fue la septuagésima novena edición del certamen organizado por la Asociación del Fútbol Argentino.
El campeón del torneo fue Ferro Carril Oeste, que venció en los penales a Argentinos Juniors.

## Equipos participantes
Participan los clubes directamente afiliados a la AFA de la Primera B Nacional, los clubes de la Primera B y Dep. Armenio, último club descendido de esta última categoría mencionada en la primera categoría:

### B Nacional
| Equipo             | Ciudad          | Estadio                       | Capacidad |
| ------------------ | --------------- | ----------------------------- | --------- |
| All Boys           | Buenos Aires    | Islas Malvinas                | 21 500    |
| Almagro            | José Ingenieros | Tres de Febrero               | 19 000    |
| Argentinos Juniors | Buenos Aires    | Diego Armando Maradona        | 24 380    |
| Brown              | Adrogué         | Lorenzo Arandilla             | 4500      |
| Chacarita Juniors  | Villa Maipú     | Chacarita Juniors             | 20 844    |
| Ferro Carril Oeste | Buenos Aires    | Arquitecto Ricardo Etcheverri | 24 268    |
| Flandria           | Jáuregui        | Carlos V                      | 5000      |
| Los Andes          | Lomas de Zamora | Eduardo Gallardón             | 36 942    |
| Nueva Chicago      | Buenos Aires    | Nueva Chicago                 | 25 000    |
| Villa Dálmine      | Campana         | El Coliseo de Mitre y Puccini | 11 250    |

#### Distribución geográfica de los equipos
| Región                                   | Cant. | Equipos                                                          |
| ---------------------------------------- | ----- | ---------------------------------------------------------------- |
| Ciudad de Buenos Aires                   | 4     | All Boys, Argentinos Juniors, Ferro Carril Oeste y Nueva Chicago |
| Conurbano bonaerense                     | 4     | Almagro, Brown de Adrogué, Chacarita y Los Andes                 |
| Interior de la provincia de Buenos Aires | 2     | Flandria y Villa Dálmine                                         |

### Primera B
| Equipo                 | Localidad            | Estadio                      | Capacidad |
| ---------------------- | -------------------- | ---------------------------- | --------- |
| Acassuso               | Boulogne             | La Quema                     | 800       |
| Almirante Brown        | Isidro Casanova      | Fragata Presidente Sarmiento | 25 000    |
| Atlanta                | Buenos Aires         | Don León Kolbovsky           | 14 000    |
| Barracas Central       | Buenos Aires         | Claudio Chiqui Tapia         | 4400      |
| Colegiales             | Vicente López        | Colegiales                   | 6500      |
| Comunicaciones         | Buenos Aires         | Alfredo Ramos                | 3500      |
| Defensores de Belgrano | Buenos Aires         | Juan Pasquele                | 9000      |
| Deportivo Español      | Buenos Aires         | Nueva España                 | 35 000    |
| Deportivo Morón        | Morón                | Nuevo Francisco Urbano       | 32 000    |
| Deportivo Riestra      | Buenos Aires         | Guillermo Laza               | 3000      |
| Estudiantes            | Caseros              | Ciudad de Caseros            | 16 740    |
| Excursionistas         | Buenos Aires         | Excursionistas               | 8000      |
| Fénix                  | Pilar                | No posee                     | -         |
| Platense               | Vicente López        | Ciudad de Vicente López      | 31 030    |
| San Telmo              | Dock Sud             | Dr. Osvaldo Baletto          | 5500      |
| Talleres               | Remedios de Escalada | Talleres                     | 15 000    |
| Tristán Suárez         | Tristán Suárez       | 20 de Octubre                | 15 000    |
| UAI Urquiza            | Villa Lynch          | Monumental de Villa Lynch    | 1000      |
| Villa San Carlos       | Berisso              | Genacio Sálice               | 4000      |

| 1. 2. |

#### Distribución geográfica de los equipos
| Provincia                                    | Región                                                                                         | Cant. | Equipos                |
| -------------------------------------------- | ---------------------------------------------------------------------------------------------- | ----- | ---------------------- |
| Provincia de Buenos Aires (10)               | Partido de Vicente López                                                                       | 2     | Colegiales y Platense  |
| Provincia de Buenos Aires (10)               | Partido de Avellaneda                                                                          | 1     | San Telmo              |
| Provincia de Buenos Aires (10)               | [[Archivo:\|20x20px\|border\|Bandera del Partido de Ezeiza]] Partido de Ezeiza                 | 1     | Tristán Suárez         |
| Provincia de Buenos Aires (10)               | Partido de La Matanza                                                                          | 1     | Almirante Brown        |
| Provincia de Buenos Aires (10)               | [[Archivo:\|20x20px\|border\|Bandera de Partido de Lanús]] Partido de Lanús                    | 1     | Talleres (RdE)         |
| Provincia de Buenos Aires (10)               | Partido de Morón                                                                               | 1     | Deportivo Morón        |
| Provincia de Buenos Aires (10)               | [[Archivo:\|20x20px\|border\|Bandera de Partido de San Isidro]] Partido de San Isidro          | 1     | Acassuso               |
| Provincia de Buenos Aires (10)               | [[Archivo:\|20x20px\|border\|Bandera del Partido de General San Martín]] Partido de San Martín | 1     | UAI Urquiza            |
| Provincia de Buenos Aires (10)               | Partido de Tres de Febrero                                                                     | 1     | Estudiantes            |
| Ciudad de Buenos Aires (7)                   | Agronomía                                                                                      | 1     | Comunicaciones         |
| Ciudad de Buenos Aires (7)                   | Barracas                                                                                       | 1     | Barracas Central       |
| Ciudad de Buenos Aires (7)                   | Belgrano                                                                                       | 1     | Excursionistas         |
| Ciudad de Buenos Aires (7)                   | Núñez                                                                                          | 1     | Defensores de Belgrano |
| Ciudad de Buenos Aires (7)                   | Parque Avellaneda                                                                              | 1     | Deportivo Español      |
| Ciudad de Buenos Aires (7)                   | Villa Crespo                                                                                   | 1     | Atlanta                |
| Ciudad de Buenos Aires (7)                   | Villa Soldati                                                                                  | 1     | Deportivo Riestra      |
| Interior de la provincia de Buenos Aires (2) | [[Archivo:\|20x20px\|border\|Bandera del Partido de Berisso]] Partido de Berisso               | 1     | Villa San Carlos       |
| Interior de la provincia de Buenos Aires (2) | Partido de Pilar                                                                               | 1     | Fénix                  |

## Sistema de disputa
Se llevó a cabo en una dos ruedas, por el sistema de todos contra todos, invirtiendo la localía y consagró un campeón. La tabla final de posiciones del torneo se estableció por acumulación de puntos.

## Zona A
| Pos. | Equipo                 | Pts. | PJ | PG | PE | PP | GF | GC | Dif. |
| ---- | ---------------------- | ---- | -- | -- | -- | -- | -- | -- | ---- |
| 1.º  | Ferro Carril Oeste     | 30   | 14 | 9  | 3  | 2  | 26 | 12 | 14   |
| 2.º  | Deportivo Morón        | 30   | 14 | 9  | 3  | 2  | 21 | 10 | 11   |
| 3.º  | All Boys               | 26   | 14 | 8  | 2  | 4  | 25 | 14 | 11   |
| 4.º  | Fénix                  | 26   | 14 | 7  | 5  | 2  | 19 | 14 | 5    |
| 5.º  | Platense               | 25   | 14 | 8  | 1  | 5  | 20 | 14 | 6    |
| 6.º  | Villa Dálmine          | 25   | 14 | 8  | 1  | 5  | 18 | 12 | 6    |
| 7.º  | Chacarita              | 22   | 14 | 6  | 4  | 4  | 20 | 14 | 6    |
| 8.º  | Defensores de Belgrano | 20   | 14 | 5  | 5  | 4  | 16 | 10 | 6    |
| 9.º  | Estudiantes            | 18   | 14 | 5  | 3  | 6  | 11 | 15 | −4   |
| 10.º | Acassuso               | 17   | 14 | 5  | 2  | 7  | 13 | 17 | −4   |
| 11.º | Comunicaciones         | 16   | 14 | 5  | 1  | 8  | 17 | 22 | −5   |
| 12.º | Colegiales             | 14   | 14 | 4  | 2  | 8  | 21 | 26 | −5   |
| 13.º | U.A.I. Urquiza         | 14   | 14 | 4  | 2  | 8  | 14 | 24 | −10  |
| 14.º | Deportivo Armenio      | 6    | 14 | 1  | 3  | 10 | 3  | 19 | −16  |
| 15.º | Flandria               | 6    | 14 | 1  | 3  | 10 | 8  | 29 | −21  |

|  | El equipo que ocupe esta posición al finalizar la zona jugará la final del torneo. |

## Zona B
| Pos. | Equipo             | Pts. | PJ | PG | PE | PP | GF | GC | Dif. |
| ---- | ------------------ | ---- | -- | -- | -- | -- | -- | -- | ---- |
| 1.º  | Argentinos Juniors | 33   | 14 | 10 | 3  | 1  | 36 | 9  | 27   |
| 2.º  | Almagro            | 29   | 14 | 9  | 2  | 3  | 19 | 13 | 6    |
| 3.º  | Almirante Brown    | 23   | 14 | 7  | 2  | 5  | 18 | 14 | 4    |
| 4.º  | San Telmo          | 23   | 14 | 7  | 2  | 5  | 20 | 19 | 1    |
| 5.º  | Riestra            | 20   | 14 | 6  | 2  | 6  | 25 | 27 | −2   |
| 6.º  | Tristán Suárez     | 19   | 13 | 4  | 7  | 2  | 15 | 15 | 0    |
| 7.º  | Brown              | 19   | 13 | 5  | 4  | 4  | 15 | 16 | −1   |
| 8.º  | Los Andes          | 18   | 14 | 5  | 3  | 6  | 22 | 15 | 7    |
| 9.º  | Deportivo Español  | 17   | 14 | 4  | 5  | 5  | 21 | 24 | −3   |
| 10.º | Excursionistas     | 16   | 13 | 5  | 1  | 7  | 16 | 23 | −7   |
| 11.º | Barracas Central   | 16   | 14 | 4  | 4  | 6  | 19 | 23 | −4   |
| 12.º | Atlanta            | 16   | 14 | 5  | 1  | 8  | 13 | 18 | −5   |
| 13.º | Nueva Chicago      | 13   | 14 | 3  | 4  | 7  | 16 | 24 | −8   |
| 14.º | Talleres           | 12   | 14 | 3  | 3  | 8  | 13 | 25 | −12  |
| 15.º | Villa San Carlos   | 11   | 13 | 2  | 5  | 6  | 10 | 13 | −3   |

|  | El equipo que ocupe esta posición al finalizar la zona jugará la final del torneo. |

## Final
Los ganadores de cada zona, Ferro y Argentinos, se enfrentaron en un único partido para definir al campeón, el estadio de la disputa fue elegido por sorteo.
| Final                                          | Final               | Final                              | Final                  | Final       | Final |
| Ganador Zona A                                 | Resultado (Penales) | Ganador Zona B                     | Estadio                | Fecha       |       |
| ---------------------------------------------- | ------------------- | ---------------------------------- | ---------------------- | ----------- | ----- |
| Ferro Carril Oeste                             | 0 - 0               | Argentinos Juniors                 | Claudio "Chiqui" Tapia | 14 de junio |       |
| - Ferrari - Ramírez - Muñoz - Gómez - Mariatti | (4 - 2)             | - Silva - Solé - Ybáñez - Barragan | Claudio "Chiqui" Tapia | 14 de junio |       |
| Ferro Carril Oeste se consagró campeón.        |                     |                                    |                        |             |       |

## Goleadores
| Jugador      | Goles | Equipo             |
| ------------ | ----- | ------------------ |
| Velasco      | 12    | Riestra            |
| Nicchiarelli | 8     | All Boys           |
| Mesa         | 8     | Argentinos Juniors |
| Farías       | 7     | Morón              |